# Tricia Mayba
Tricia Mayba (ur. 2 lipca 1989 w Winnipeg) – kanadyjska siatkarka grająca na pozycji środkowej, reprezentantka kraju. 
W latach 2013–2014 była zawodniczką PTPS Piła. Wcześniej reprezentowała akademicką drużynę Uniwersytetu Manitoby.